# 將花束獻給你
〈將花束獻給你〉（日语：／ Hanataba o Kimi ni */?）為日裔美籍創作歌手宇多田光的數碼單曲，於2016年4月15日與另一首單曲〈盛夏的陣雨〉一同由維京唱片提供音樂下載。這是宇多田光結束長達六年的「人間活動」後，復出樂壇的第一作。本曲亦為NHK電視台於2016年4月4日啟播的晨間小說連續劇《大姊當家》的主題曲。
歌曲的風格為J-Pop跟歌謠曲，歌詞以宇多田逝世的母親藤圭子作為主題，唱出「世間存在著言語也不足以傳達的思念」。歌曲在發行前後得到音樂家跟樂評家整體正面的評價，包括讚揚歌曲感覺新穎以及聲音製作簡樸。歌曲發行後旋即與〈盛夏的陣雨〉登上全球107個排行榜冠軍位置，並在首週同時佔據多個排行榜冠亞軍位置。歌曲其後亦獲認證單曲下載的三白金唱片跟串流媒體的金唱片。
〈將花束獻給你〉的音樂錄影帶一共拍攝了四個不同版本。其中第二版由導演竹石涉執導拍攝，由宇多田本人親自出演，為她復出樂壇後首個公開出現的映像。錄影帶以全黑白色調製作，沒有添加其他色彩，呼應歌詞裡透明的眼淚色。宇多田其後在《SONGS》與《第67回NHK紅白歌合戰》等音樂節目，以及演唱會「Hikaru Utada Laughter in the Dark Tour 2018」與「HIKARU UTADA SCIENCE FICTION TOUR 2024」上現場演唱歌曲。

## 背景與發行
自2010年發表「人間活動」宣言暫別樂壇後，宇多田光先後經歷喪母、再婚、生子，並曾於2012年作限定復出發行歌曲〈櫻花紛飛〉，可是除此以外在六年間基本都沒有拿起麥克風認真唱歌，而歌曲的創作也是從2015年3月，正值懷孕的時候才開始進行。當母親去世後，宇多田曾一度覺得可能再也沒法創作音樂，然而在懷孕後切實地感受到親情的偉大，也找到了自己的新身分，因此開始重回音樂工作。
宇多田在製作新專輯時首先寫出〈盛夏的陣雨〉，然後開始〈將花束獻給你〉的創作。可是在創作〈將花束獻給你〉的時候，於填詞的部分感到困難，而且離截止的時間也很緊迫。結果在趕工的情況下只花了兩天便完成了歌詞的寫作。而在寫完這首歌後，她曾參加過一段時間自殺者家屬的聚會，從中得到寫信給逝去的親人的建議，並認為自己於歌曲的填詞就像是寫信給逝去的母親一樣，因此才能痛快地完成歌詞的創作。她亦認為自己以後再不可能寫出像〈將花束獻給你〉般的歌曲，因為這是在「喪失」的時機創作出來的作品，只有遭受越大的喪失才越容易寫出這樣的歌曲。
2016年1月20日，官方網站發表了宇多田新曲將成為NHK晨間小說連續劇《大姊當家》主題曲的消息，藉此結束長達六年的「人間活動」，正式回歸樂壇。3月10日，官方網站宣佈新曲名稱為〈將花束獻給你〉，並於4月4日啟播的連續劇作初次披露，其後於4月15日與另一首單曲〈盛夏的陣雨〉一同提供音樂下載。

## 詞曲
〈將花束獻給你〉是一首慢板至中板的歌曲，時長4分39秒，風格為J-Pop跟歌謠曲。歌曲以E大調創作，主要使用鋼琴與弦樂伴奏，亦有使用電貝斯、鼓作伴奏。歌曲的聲音製作簡單而較少音數，並主要使用真實樂器演奏出自然的聲音。歌曲的和弦進行跟宇多田過往歌曲一樣簡單，但卻有著「少有的明亮曲調」。與一般歌曲不同，歌曲並沒有導歌部分，主歌結束後便直接進入副歌部分。而歌曲的副歌、後半的和弦以及旋律的抑揚亦被認為帶有福音音樂跟節奏藍調的感覺。歌曲亦分別在主歌進入第一段副歌前的部分，以及從3分5秒到副歌的部分加入了氣聲而非呼吸聲，並使用等化器、自動控制裝置跟動態範圍壓縮技術造成聲音仿如在耳邊的效果。宇多田在歌曲的聲樂亦被認為除了以往的「哀傷」外亦多添一份「溫暖」。
歌詞方面，由於歌曲是晨間小說連續劇的主題曲，因此在填詞的時候刻意地填上更加大眾化的歌詞，亦有參考平常愛聽的Off Course、鬱金香，並以艾爾頓·約翰的名曲〈Tiny Dancer〉日本版作製作概念。她亦在受訪時表示：「因為大家都知道是獻給母親的歌，所以我感受到了『絕不能給母親丟臉』的強烈的責任感。」宇多田認為日本的家庭不常互相表達愛意，即使想以言語或其他方式向對方傳達，還是不能完全如願般傳達，使自己最終感到後悔。這讓她認為世間存在著言語也不足以傳達的思念，並寫下〈將花束獻給你〉。USEN的音樂網站encore的清水浩司認為歌詞中的首句「平常不化妝的你上了淡妝的早晨」所指的其實是其往生後被化上了死人妝的母親，而樂評人宇野維正亦認為歌詞中的「花束」前加了「淚色的」的形容詞，讓聽眾容易聯想起3年前她母親的逝世。

## 專業評價
〈將花束獻給你〉獲得音樂家與樂評家整體正面的評價。歌曲創作家前山田健一對歌曲感到耳目一新：「晨間劇的歌曲一般要讓男女老幼都能記住，是那種在合唱比賽上也能唱的歌曲，但宇多田卻把這些全部無視了」、「這種毫不獻媚的編排與寫法，讓我覺得她獨特的個人世界依然健在。」樂評家黑田隆憲則讚揚歌曲的聲音製作：「對於前所未有簡樸的聲音製作感到驚奇」，並認為其私人生活的變化，包括再婚、生子、與母親離別等都對她歌曲的寫作帶來很大的影響。
樂評人宇野維正認為宇多田唱出了「新的歌曲」，並將她把自己的私人生活作為歌曲的主題與歌手愛黛兒把自己失戀的經歷寫進歌曲、U2樂團把專輯獻給亡父的做法作比較。樂評人小貫信昭將歌曲入選《WHAT's IN?》的「2016年的最佳娛樂內容」之一，認為歌曲第二段主歌的躍動變化相當嶄新，並指令人印象深刻的編曲非常出色。《CD Journal》的編輯讚賞歌曲優美的鋼琴和弦跟弦樂動聽易記，而溫柔滿溢的簡單展開也充滿魅力。他亦讚賞宇多田在歌曲中不加修飾而堅定地傳達著信息的歌聲。

### 榮譽
〈將花束獻給你〉在2016年的「第90屆日劇學院獎」中贏得「主題曲獎」，並獲得評審「被沉穩的歌聲治癒」跟「仿如唱出常子（劇集主角）一生的溫柔歌曲」的評價。歌曲亦在同年舉行的「第58屆日本唱片大獎」中贏得「優秀作品獎」。歌曲在2017年的「第31屆日本金唱片大獎」贏得「最佳五大下載歌曲」一獎，並獲評為是她職業生涯中其中一首意義重大的歌曲。

## 宣傳與表演
3月10日，官方網站公佈了名為「New-Turn Project」的復出活動，以宣傳即將發行的回歸新曲。官方網站中的虛擬櫻花樹隨著回歸的時間漸近，櫻花便綻放得愈茂盛。而歌迷只要在3月10日至4月30日期間於推特上以關鍵字「#歡迎回來HIKKI」（HIKKI）發文或者在線上平台購買宇多田的作品的話，當中的實際收益會被部分捐助給修復受海嘯破壞的櫻花樹的慈善團體，以進行植樹活動。同時，音樂串流網站GYAO!及USEN亦會加入相關捐款活動，以點閱率來決定捐款數目。活動最後獲得超過3萬個慶祝推文，官方網站的虛擬櫻花樹亦在活動完結前完全綻放。而活動所籌得的善款其後被用作於2017年3月11日東日本大震災6週年紀念日所進行的植樹活動。
宇多田總共進行了三場電視節目表演以宣傳歌曲。2016年9月22日，她於NHK電視台的《SONGS》特輯中演唱了〈道路〉、〈將花束獻給你〉，並與小袋成彬合唱〈朋友〉。12月26日，她於TBS電視台的《聖誕節的約定》與小田和正合唱了〈Automatic〉、〈將花束獻給你〉以及翻唱曲〈深信不疑〉。12月31日，她於NHK電視台的《第67回NHK紅白歌合戰》現場轉播獻唱〈將花束獻給你〉，為首次亮相該節目。她其後也在2018年舉辦的全國巡迴演唱會「Hikaru Utada Laughter in the Dark Tour 2018」，以及2024年舉行的的巡迴演唱會「HIKARU UTADA SCIENCE FICTION TOUR 2024」上演唱歌曲。

## 音樂錄影帶

〈將花束獻給你〉第二版音樂錄影帶的其中一幕，錄影帶以「全黑白」和「不加修飾」的概念製作

〈將花束獻給你〉一共製作了四個不同版本的音樂錄影帶。歌曲的首版音樂錄影帶於歌曲發行同日公開。錄影帶為全動畫製作，由同樣負責《大姊當家》開場片段的繪畫家辻惠子繪畫，並由導演小川純子製作。錄影帶完整版全長只有1分39秒，剛好配合《大姊當家》的開場片段長度。
第二版音樂錄影帶於2016年9月2日在宇多田的官方網站與音樂串流網站GYAO!正式公開。錄影帶由宇多田光本人親自出演，成為她復出樂壇首個公開出現的影像。錄影帶由過往曾在拍攝〈Addicted To You〉與〈Wait&See ～Risk～〉等歌曲音樂錄影帶合作的導演竹石涉執導拍攝，也是他們自2008年的〈Prisoner Of Love〉音樂錄影帶後相隔約八年再次合作。錄影帶於同年8月上旬在東京都拍攝，並以「全黑白」和「不加修飾」的概念製作。歌詞中提到眼淚應該是無色透明的，因此錄影帶亦沒有添加任何色彩，以直接傳遞出歌曲所表達的感情。錄影帶的360度全視覺拍攝製作花絮片段在同月28日公開。2017年5月，官方在YouTube官方頻道上公開了錄影帶的完整影像，截至2024年9月已錄得超過4,000萬次播放量。
第三版音樂錄影帶於2016年9月19日於YouTube官方頻道正式公開，以收集歌迷投稿從珍愛的人獲贈花束的照片與片段製作而成的短版錄影帶。第四版音樂錄影帶於2017年1月13日於YouTube官方頻道公開，主題與第三版錄影帶一樣為歌迷投稿的獲贈花束照片及片段。

## 商業成績
〈將花束獻給你〉發行後旋即與同日發行的另一首歌曲〈盛夏的陣雨〉登上全球107個排行榜冠軍位置。發行首週與〈盛夏的陣雨〉一同佔據iTunes週榜、RecoChoku週榜以及Mora的高音質單曲週榜以及其他主要下載週榜總共13個榜單冠亞軍位置。其中iTunes同時佔據冠亞軍位置為自BUMP OF CHICKEN2014年11月的〈Fighter〉及〈Parade〉約1年4個月以來，RecoChoku同時佔據冠亞軍位置則是創榜而來15年來首次，而Mora的高音質單曲榜更是首次兩作同時打進前5位。
根據日本《告示牌》的數據，歌曲發行首週與〈盛夏的陣雨〉以壓倒勝的優勢同時佔據下載週榜前兩位，而〈將花束獻給你〉亦空降熱門100金曲榜第3位。歌曲在發行次週繼續與〈盛夏的陣雨〉同時佔據下載週榜前2位，並在熱門100金曲榜升至第2位的新高，以及空降電台歌曲排行榜的冠軍。根據日本《告示牌》的數據，歌曲總共獲得非連續的三週下載冠軍，並在前10位逗留了非連續的十八星期。
歌曲其後打進2016年多個下載平台的年榜前列，包括iTunes年榜亞軍位置、RecoChoku年榜第8位，以及Mora高音質單曲年榜冠軍位置。歌曲亦打進日本《告示牌》的熱門100金曲榜的年榜27位，以及電台歌曲排行榜年榜第10位。歌曲於2019年10月獲日本唱片協會認證單曲下載為三白金唱片，代表歌曲的下載量已經超過75萬次。歌曲在2017年開放串流媒體後最高登上日本《告示牌》歌曲串流排行榜第4位，其後在2023年4月獲認證串流媒體的金唱片，代表已錄得超過5,000萬次串流媒體播放量。

## 歌曲列表
| 線上下載 [ 15 ] 串流媒體 [ 16 ] | 線上下載 [ 15 ] 串流媒體 [ 16 ] | 線上下載 [ 15 ] 串流媒體 [ 16 ] |
| 曲序                            | 曲目                            | 时长                            |
| ------------------------------- | ------------------------------- | ------------------------------- |
| 1.                              | 將花束獻給你（「」）            | 4:39                            |

## 製作名單
資料來自《Fantôme》的專輯注釋
錄音室
- RAK Studios（英语：RAK Studios）（倫敦） – 錄製、混音
- Pierce Room（倫敦） – 錄製、混音
- Angel Recording Studios（英语：Angel Recording Studios）（倫敦） – 弦樂錄製
- Metropolis Studios（英语：Metropolis Group#Studios）（倫敦） – 聲樂錄製

參與人員
- 宇多田光 – 詞曲創作、全聲樂、製作、弦樂編排
- 史蒂夫·菲茨莫里斯（英语：Steve Fitzmaurice） – 錄製、混音、附加鼓編程、打擊樂器
- 湯姆·柯尼（英语：Tom Coyne (music engineer)） – 母帶
- 史蒂夫·普萊斯（英语：Steve Price (musician)） – 弦樂錄製
- 傑里米·墨菲（Jeremy Murphy） – 弦樂錄製協助
- 小森雅仁（日语：小森雅仁） – 聲樂錄製
- 達倫·海利斯（Darren Heelis） – 附加工程、附加鼓編程、打擊樂器
- 伊恩·湯瑪斯（Ian Thomas） – 鼓
- 班·帕克（Ben Parker） – 電貝斯、結他
- 西門·海爾 – 原聲鋼琴、指揮、弦樂編排
- 埃弗頓·尼爾森（Everton Nelson） – 弦樂首席

## 榜單排名
| 週榜單（2016年－2018年）         | 最高 位置 |
| -------------------------------- | --------- |
| 日本（《告示牌》熱門100金曲榜）  | 2         |
| 日本（《告示牌》電台歌曲排行榜） | 1         |
| 日本（《告示牌》歌曲串流排行榜） | 4         |
| 日本（《告示牌》歌曲下載排行榜） | 98        |

| 年榜單（2016年）                 | 位置 |
| -------------------------------- | ---- |
| 日本（《告示牌》熱門100金曲榜）  | 27   |
| 日本（《告示牌》電台歌曲排行榜） | 10   |

| 年榜單（2017年）                 | 位置 |
| -------------------------------- | ---- |
| 日本（《告示牌》歌曲下載排行榜） | 44   |

| 年榜單（2018年）                 | 位置 |
| -------------------------------- | ---- |
| 日本（《告示牌》歌曲串流排行榜） | 47   |

## 認證
| 地區                                                     | 认证    | 认证单位/销量        |
| -------------------------------------------------------- | ------- | -------------------- |
| 日本（日本唱片協會）                                     | 3× 白金 | 750,000（單曲下載）* |
| 串流媒體                                                 |         |                      |
| 日本（日本唱片協會）                                     | 金      | 50,000,000†          |
| *僅含認證的實際銷量 ‡僅含認證的+實際銷量 †僅含認證的銷量 |         |                      |

## 外部連結
- 宇多田光 NEW-turn Project 特設網站 （页面存档备份，存于）（日語）
- 宇多田光 將花束獻給你 特設網站 （页面存档备份，存于）（日語）